# 加德纳 (北达科他州)
加德纳（英語：Gardner），是美国北达科他州下属的一座城市。根据2010年美国人口普查，该市有人口74人。